# مكتبة مصر
مكتبة مصر - تعرف أيضا باسم دار مصر للطباعة، دار نشر مصرية أسسها المترجم سعيد جودة السحار عام 1932 وكانت من أكبر دور النشر العربية وأغزرها إنتاجاً في الوطن العربي في الأربعينيات والخمسينيات والستينيات من القرن العشرين. وتعد من أقدم دور النشر العربية المستمرة في العمل حتى الآن.
قامت المكتبة بنشر الآلاف من العناوين لكبار الأدباء والروائيين المصريين والعرب، مثل نجيب محفوظ، وعبد الحميد جودة السحار، وعلي أحمد باكثير، وتوفيق الحكيم، ويوسف إدريس، ويوسف السباعي، وأحمد شوقي.
كانت أكبر أسواق المكتبة في الدول العربية مثل العراق والكويت ولبنان، إلى أن تعثرت مبيعات المكتبة بسبب نقص الإنتاج الأدبي ذي الجودة العالية والتحولات السياسية التي أدت إلى ضعف الإقبال على الكتب وصعوبة توزيعها في الدول العربية، فاتجهت المكتبة إلى طباعة الكتب، والمواد الدراسية، وكتب التراث، والموسوعات.. مع استمرارها في إصدار طبعات جديدة من الأعمال السابقة، وديرها حاليا أمير سعيد جودة السحار.